# Зв'язок в Сербії
Зв'язок в Сербії включає в себе розвинену мережу телекомунікацій (телефонні з'єднання — виділені лінії і мобільний зв'язок — і сербський сегмент Інтернету), а також радіомовлення та телебачення.

## Телефонний зв'язок
У країні нараховується 2990100 телефонних ліній станом на 2012 рік, що в середньому становить по 41 лінії на 100 осіб. Незважаючи на розвиток цифрових технологій, в країні ще є близько 100 тисяч аналогових телефонних ліній, ще 127 тисяч запитів на надання телефонної лінії залишаються на розгляді.
Телефонний код країни — 381.
У країні налічується також 9137900 мобільних номерів станом на 2012 рік, що становить приблизно 125 % покриття території країни. Найбільші мобільні оператори зв'язку — Vip mobile, МТС і Telenor Serbia. Доступні 2G, 3G і 4G.

## Інтернет в Сербії
У Сербії на 2012 рік нараховується 4,1 млн користувачів інтернету і 1,1 млн. Інтернет-хостів (У 2011 році користувачів було 3,8 млн осіб, а хостів в 2005 році — всього 22046). Національний домен верхнього рівня — .rs, але знедавна став доступним і кириличний домен .срб. Відсоток користувачів за видами сполучення:
- Dial-up (PTSN і ISDN): 6,2 %
- Мобільний інтернет (3G і HSDPA): 26,1 %
- Дротова мережа: 35,6 %
- ADSL: 32,1 %.

У країні діють 222 Інтернет-провайдери. На першому місці за кількістю абонентів (700 тисяч осіб) йде провайдер Serbia Broadband, що надає доступ в Інтернет за дротом, телефонний зв'язок по виділеній лінії і широкосмуговий доступ в Інтернет. Також одним з великих провайдерів в Сербії є Телеком Србія, що надає доступ в Інтернет по dial-up, ISDN і xDSL. Станом на 2013 рік були доступні швидкості в 5, 10, 20, 30, 50 і 100 Мбіт/с. Доступ в Інтернет надають мобільні оператори Vip mobile, МТС і Telenor — послуги 2G (до 250 кбіт/с), 3G (до 42 Мбіт/с) і 4G (від 100 до 150 Мбіт/с).

## Телерадіомовлення
Головним телерадіомовником країни є компанія Радіо і телебачення Сербії. Радіомовлення в Сербії як частини Югославії почалося 24 березня 1929 року з відкриттям першої радіостанції в Белграді. Телемовлення з'явилося вже після Другої світової війни, 23 серпня 1958 на Белградській телестудії в прямому ефірі вийшла програма новин, в якій показали репортаж з Белградської ярмарки. У 1960-і роки почало розвиватися багато жанрів телебачення: на югославському телебаченні з'явилися численні серіали і фільми, а також документальні передачі та розважальні програми. До 1970-х років мовлення Белградської телестудії охоплювало всю територію СР Сербії. З 31 грудня 1971 року почалося кольорове мовлення в системі PAL, а незабаром почала роботу і друга програма Белградського телебачення. У 1976 році був побудований другий радіопередавач в СР Сербії: в Звечке був побудований передавач потужністю 2 МВт для AM-мовлення. У 1989 році з'явилася третя програма Белградського телебачення, в Белграді почало мовлення Радіо 101 (в тому числі і у Воєводині) спеціально для молоді нарівні з Радіо 202. З 1990 року в країні починається регіональне мовлення в Ніші, Крагуєваце, Ягодині і Шабаці: кожен день місцеві новини і передачі виходили замість програми «Београдська хроніка».
У 1990-ті роки сербські радіомовлення і телебачення неодноразово критикувалися західними журналістами за порушення свободи слова: ряд журналістів було звільнено за своє неприязне ставлення до  Слободанові Милошевича. Радіо і телебачення Сербії піддавалися масованій критиці за однобоке висвітлення подій громадянської війни в Югославії (як в Боснії, так і Албанії) і навіть звинувачувалися у фальсифікації деяких сюжетів. 23 квітня 1999 року белградський телецентр був зруйнований авіацією НАТО, а ряд журналістів загинули.
Після зміни влади в Сербії сербське телебачення пережило реконструкцію і до 2006 року повернуло всю аудиторію, зменшену після звільнення ряду журналістів в 1990-і роки. З 2008 року в країні до 50-річчя РТС почалося цифрове мовлення завдяки кільком DVB-T передавачам, які були вперше випробувані на конкурсі пісні «Євробачення» в Белграді. 23 серпня 2008 на РТС в інформаційній програмі «Щоденник» з нагоди її 50-річчя з'явилися перші її телеведучі, які зачитували останні новини і метеозведення. Всім сім'ям, в яких 23 серпня 2008 народилися діти, РТС подарувала по пласкоекранному телевізору. 9 вересня 2009 о 21:00 (9 годині вечора) РТС перейшла в HD-мовлення, а 23 серпня 2014 до 56-річчя РТС розпочала мовлення у форматі 16:9.
У країні налічувалося 113 AM-радіостанцій, 194 FM і 2 короткохвильових радіостанції на 1998 рік, в 1997 році була 771 телевізійна станція (86 потужних і 685 малопотужних, а також 20 повторювачів в найбільших мережах). Супутникове мовлення в даний час здійснюється за допомогою супутника Intelsat. В даний час в Сербії нараховуються сім найбільших телеканалів: РТС 1, РТС 2, РТС 3 (все з Радіо і телебачення Сербії), Прва, Б92 , Pink і Happy TV (всі — приватні), а також понад 100 регіональних і телевізійних каналів. З радіостанцій в країні найбільш популярними є Радіо Белград 1, Радіо Белград 2/3, Радіо Белград 202, Play Radio, Радіо S2, Радіо S1, Radio Fokus і Hit FM; також в країні є понад 100 регіональних радіостанцій.

## Цензура
Законами Сербії не обмежується доступ в Інтернет, право електронної переписки або спілкування в чатах, проте, за деякими даними, уряд контролює листування деяких окремих осіб. Свобода слова поширюється і на Інтернет: громадяни мають право висловлювати свої думки і переконання в Інтернеті, якщо при цьому вони не порушують права інших громадян. Втручання уряду в приватне життя, розкриття особистої, сімейної таємниці або таємниці листування також заборонено. Органам правопорядку заборонено вести стеження за конкретною особою, яку підозрюють у порушенні закону, без дозволу вищих інстанцій, однак органи ігнорують ці закони. Правозахисники неодноразово висували претензії на адресу високопоставлених осіб, звинувачуючи їх в порушенні таємниці листування.
З 2010 року введений Закон про електронний зв'язок, який зобов'язує операторів зв'язку зберігати протягом певної дати роздруківки телефонних дзвінків з вказівкою часу розмови (дати початку, тривалості та закінчення), а також тип переговорів і місцезнаходження апарату. Доступ до роздруківок, однак, може бути отриманий тільки в разі наявності відповідного судового дозволу.
У 2014 році після повені в Сербії уряд оголосив режим надзвичайного стану, що призвело до зростання паніки в сербському суспільстві: часом було важко відрізнити правдиву інформацію від брехливої з приводу масштабів і наслідків стихійного лиха. Кілька вебсайтів, які критикували офіційні заяви уряду і офіційні заходи з допомоги постраждалим, були відключені. Рада ОБСЄ зі свободи ЗМІ засудив подібні заходи, назвавши їх тиском на свободу слова. Вучич у відповідь обізвав ОБСЄ «брехунами», але пізніше приніс свої вибачення і пообіцяв розібратися з тим, що трапилося.